# Mistrzostwa Polski w Badmintonie 2014
Mistrzostwa Polski w Badmintonie 2014 – 50. edycja mistrzostw, która odbyła się w Białymstoku w dniach 8–11 maja 2014 roku w Hali Sportowej Zespołu Szkół Rolniczych.

## Medaliści mistrzostw
| Konkurencja:            | Złoto:                                                                        | Srebro:                                                                    | Brąz: |
| gra pojedyncza mężczyzn | Przemysław Wacha (Technik Głubczyce)                                          | Michał Rogalski(Hubal Białystok)                                           | Mateusz Dubowski (Hubal Białystok) Adrian Dziółko (Hubal Białystok)                                                                                     |
| gra pojedyncza kobiet   | Anna Narel-Ościsłowicz (Badders-Club Białystok)                               | Weronika Grudzina (MLKS Solec Kujawski)                                    | Martyna Poprzeczko (UKS Stare Babice) Dorota Grzejdak (Kometa Sianów)                                                                                   |
| gra podwójna mężczyzn   | Łukasz Moreń (SKB Suwałki) Wojciech Szkudlarczyk (Technik Głubczyce)          | Adam Cwalina (SKB Suwałki) Michał Łogosz (SKB Suwałki)                     | Miłosz Bochat (MLKS Solec Kujawski) Paweł Pietryja (Plesbad Pszczyna) Hubert Pączek (AZS AGH Kraków) Jan Rudziński (AZS AGH Kraków)                     |
| gra podwójna kobiet     | Aneta Wojtkowska (Technik Głubczyce) Agnieszka Wojtkowska (Technik Głubczyce) | Małgorzata Janiaczyk (SKB Suwałki) Aleksandra Walaszek (Technik Głubczyce) | Kamila Augustyn (SKB Suwałki) Monika Bieńkowska (SKB Suwałki) Weronika Grudzina (MLKS Solec Kujawski) Magdalena Witek (MLKS Solec Kujawski)             |
| gra mieszana            | Robert Mateusiak (Hubal Białystok) Agnieszka Wojtkowska (Technik Głubczyce)   | Łukasz Moreń (SKB Suwałki) Kamila Augustyn (SKB Suwałki)                   | Wojciech Szkudlarczyk (Technik Głubczyce) Agnieszka Walaszek (Technik Głubczyce) Paweł Pietryja (Plesbad Pszczyna) Aneta Wojtkowska (Technik Głubczyce) |